# 55. Internationale Sechstagefahrt

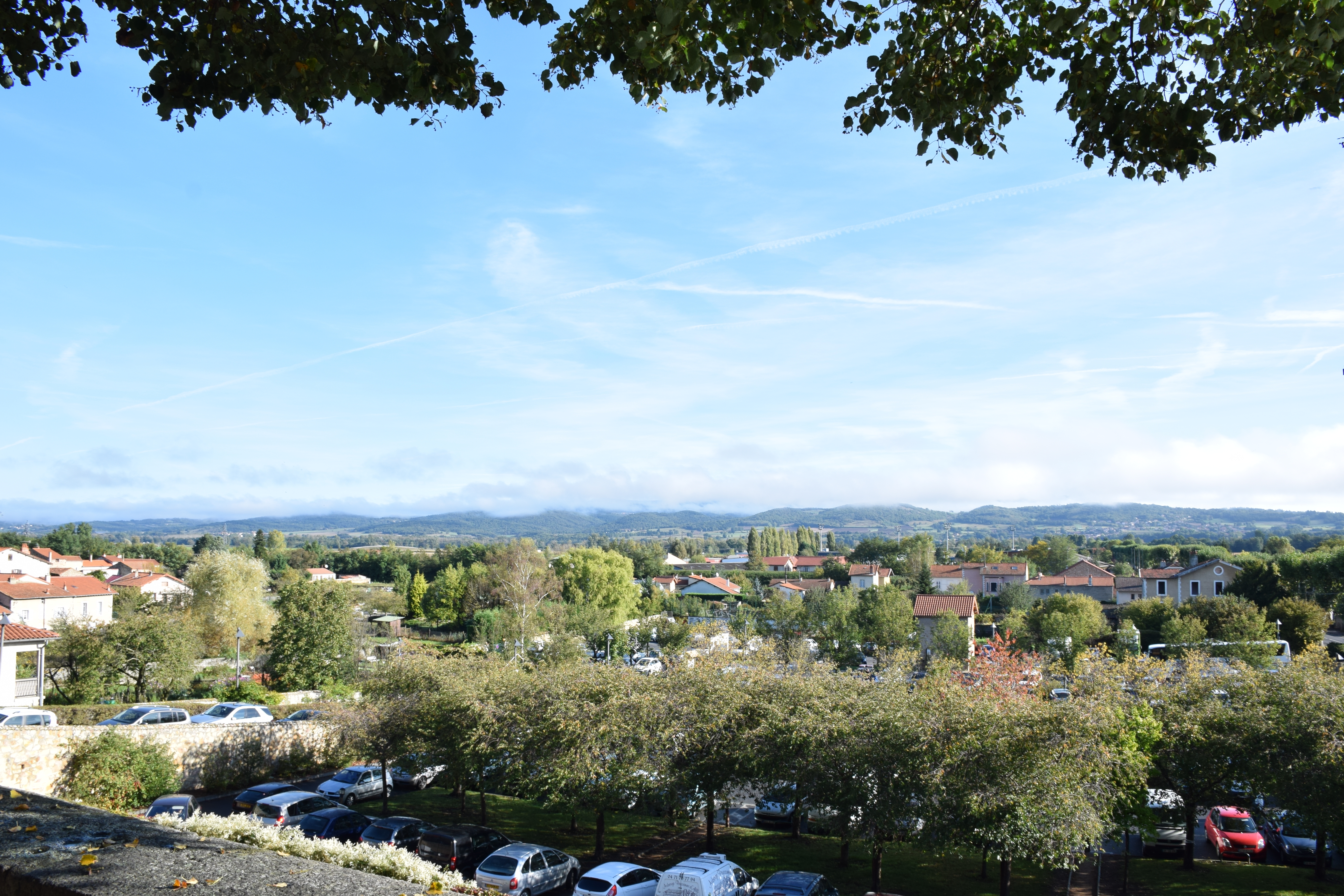
Brioude, Start- und Zielort der einzelnen Etappen

Die 55. Internationale Sechstagefahrt war die Mannschaftsweltmeisterschaft im Endurosport und fand vom 22. bis 27. September 1980 im französischen Brioude sowie dem umgebenden Zentralmassiv statt. Die Nationalmannschaft Italiens gewann zum insgesamt vierten sowie zweiten Mal in Folge die World Trophy. Die Nationalmannschaft der Bundesrepublik Deutschland gewann zum vierten Mal die Silbervase.

## Wettkampf

### Organisation
Die Veranstaltung fand nach der 2. (1920) und 12. Internationalen Sechstagefahrt (1930) nach fünfzig Jahren Pause zum dritten Mal in Frankreich statt.
Eine bedeutende Regeländerung wurde erstmals angewandt: Galt ab 1975 für die Ermittlung der Rangfolgen lediglich das Kriterium der geringsten Zeitpunkte, zählten fortan zuerst die Mehrzahl der am Ziel angekommenen Fahrer und erst danach die geringsten Zeitpunkte.
Am Wettkampf nahmen 16 Teams für die World Trophy, 15 für Silbervase, 66 Club- und 51 Fabrikmannschaften teil. Insgesamt zählte das Teilnehmerfeld 431 Fahrer aus 19 Nationen.
BRD, DDR und die Schweiz nahmen jeweils an World Trophy und Silbervase teil. Österreich stellte eine Mannschaft für die World Trophy.
An jedem der ersten fünf Tage waren in jeder Etappe eine Beschleunigungsprüfung über 200 Meter sowie zwei Moto-Cross-Prüfungen zu absolvieren.

### 1. Tag
Die Tagesetappe führte in zwei identischen Runden über insgesamt 300 Kilometer.
Die Veranstaltung startete mit organisatorischen Mängeln: So musste die Wertung der Beschleunigungsprüfung annulliert werden, da sich immer wieder Fahrer vor deren Start aufstauten.
Nach dem ersten Fahrtag führte in der World Trophy die Mannschaft Italiens, in der Silbervasen-Wertung das Team aus Schweden.

### 2. Tag
Am zweiten Tag wurde die leicht gekürzte Strecke des Vortags in entgegengesetzter Richtung gefahren, insgesamt 292 Kilometer.
Bei den führenden Nationalmannschaften ergaben sich keine Änderungen: Die World Trophy führte Italien an, die Silbervasen-Wertung das schwedische Team.

### 3. Tag
Die Strecke des dritten Tages war insgesamt 322 Kilometer lang, wieder in zwei identischen Runden.
In der World Trophy führte nach wie vor die Mannschaft Italiens. In der Mannschaft der DDR schied Harald Sturm aus: Seine MZ hatte einen Getriebeschaden erlitten.
In der Silbervasen-Wertung führte weiter die schwedische Mannschaft.
86 Fahrer schieden aus dem Wettbewerb aus.

### 4. Tag
Die Strecke war die gleiche des Vortags, diesmal in entgegengesetzter Richtung.
Am Ende des vierten Fahrtags führte in der World-Trophy-Wertung weiter unverändert Italien.
In der Silbervasen-Wertung führte unverändert das schwedische Team.

### 5. Tag
Die Strecke des fünften Fahrtags waren wieder zwei identische Runden, insgesamt 236 Kilometer.
In der World Trophy führte nach wie vor die Mannschaft Italiens. In der Mannschaft der BRD gab es gleich zwei Fahrerausfälle: Jürgen Grisse brach sich bei einem Sturz den Arm und musste aufgeben. Eddy Hau kollidierte mit einem ebenfalls auf einem Motorrad fahrenden, niederländischen Betreuer. Mit schweren Verletzungen musste er zur Behandlung in eine Klinik gebracht werden.
In der Silbervase führte nach wie vor die schwedische Mannschaft. Dahinter folgte die Mannschaft der BRD.

### 6. Tag
Die letzte Tagesetappe war mit 80 Kilometern die kürzeste der Veranstaltung. Das Abschlussrennen fand auf dem nördlich der Stadt gelegenen Flugplatz Brioude-Beaumont statt. Die Klassen bis einschließlich 75 cm³ mussten 14 Kilometer, alle weiteren 16 Kilometer eines Rundkurses absolvieren.
Im Wettbewerb um die Silbervase löste erst im Abschlussrennen die Mannschaft der BRD das bis dahin in Führung liegende Team aus Schweden ab und sicherte sich den Gesamtsieg.
Von 431 am ersten Tag gestarteten Fahrer erreichten 228 das Ziel.

## Endergebnisse

### World Trophy
| Platz | Team                            | Punkte     |
| ----- | ------------------------------- | ---------- |
| 1.    | Italien                         | 424,40     |
| 2.    | Tschechoslowakei                | 1.157,67   |
| 3.    | Schweden                        | 5.471,03   |
| 4.    | Frankreich                      | 14.914,99  |
| 5.    | Schweiz                         | 36.116,26  |
| 6.    | Deutsche Demokratische Republik | 64.127,23  |
| 7.    | Niederlande                     | 67.089,46  |
| 8.    | BR Deutschland                  | 61.829,98  |
| 9.    | Vereinigtes Königreich          | 93.770,91  |
| 10.   | Vereinigte Staaten              | 108.381,53 |
| 11.   | Österreich                      | 137.344,94 |
| 12.   | Australien                      | 177.239,19 |
| 13.   | Polen                           | 191.012,76 |
| 14.   | Kanada                          | 306.014,40 |
| 15.   | Finnland                        | 346.998,13 |
| 16.   | Mexiko                          | 405.584,02 |

### Silbervase
| Platz | Team                            | Punkte     |
| ----- | ------------------------------- | ---------- |
| 1.    | BR Deutschland                  | 1.825,08   |
| 2.    | Schweden                        | 2.003,40   |
| 3.    | Tschechoslowakei                | 3.378,18   |
| 4.    | Deutsche Demokratische Republik | 3.682,54   |
| 5.    | Niederlande                     | 6.637,07   |
| 6.    | Frankreich                      | 7.040,77   |
| 7.    | Polen                           | 49.868,90  |
| 8.    | Schweiz                         | 71.091,66  |
| 9.    | Kanada                          | 76.319,78  |
| 10.   | Vereinigte Staaten              | 78.755,39  |
| 11.   | Australien                      | 99.917,45  |
| 12.   | Finnland                        | 126.037,08 |
| 13.   | Vereinigtes Königreich          | 147.040,80 |
| 14.   | Italien                         | 136.425,11 |
| 15.   | Belgien                         | 315.172,17 |

### Clubmannschaften
Von den 66 gestarteten Clubmannschaften waren lediglich neun im Ziel noch ohne Fahrerausfälle.

### Fabrikmannschaften
Von 51 Mannschaften waren lediglich 17 im Ziel ohne Fahrerausfälle.

### Einzelwertung
Klassensieger wurden (soweit bekannt):
- Stanislaw Olszewski (Simson 75)
- Arnulf Teuchert (KTM 100)
- Harald Stößenreuther (KTM 125)
- Klaus-Bernd Kreutz (Zündapp 175)
- Elia Andrioletti (KTM 250)
- Guglielmo Andreini (SWM 500)
- Manfred Rossel (BMW 750)

Von 228 Fahrern im Ziel erhielten 49 eine Gold-, 41 eine Silber- und 108 eine Bronzemedaille. In den Klassen bis 50 cm³ und bis 75 cm³ erreichten jeweils lediglich zwei von zehn bzw. elf Fahrern das Ziel. In der Klasse über 750 cm³ lediglich drei von zehn Fahrern.

## Teilnehmer
| Staat                           | World Trophy Team | Silbervase Team | Club-Teams |
| ------------------------------- | --- | --- | --- |
| Australien                      | Geoff Eldrige (KTM 125) Geoff Olholm (KTM 175) David McDonnel (Kawasaki 175) Mark Chapman (KTM 250) John Hand (Suzuki 250) Geoff Udy (Suzuki 500)                                     | Murray Watts (Husqvarna 125) Kent Owen (Husqvarna 250) Philip Lovett (Husqvarna 500) Peter Payne (Husqvarna 500)        | Hawkesbury DMCC Kangaroo MCC Trail and Enduro Club of WA 1 Einzelfahrer |
| Belgien                         | | Alain Lejeune (SWM 250) Guy Huynen (SWM 250) Jean-Claude Laququaye (SWM 250) Christian Gouverneur (SWM 350)             | Dinant MC 1 Einzelfahrer |
| BR Deutschland                  | Heino Büse (Maico 750) Jürgen Grisse (Zündapp 80) Eddy Hau (Zündapp 100) Klaus-Bernd Kreutz (Zündapp 175) Richard Spitznagel (KTM 175) Harald Strößenreuther (KTM 125)                | Arnulf Teuchert (Zündapp 100) Bert von Zitzewitz (Maico 250) Reinhard Christel (KTM 350) Rolf Witthöft (BMW 800)        | ADAC Bielefeld ADAC Dortmund ADAC Frankfurt I ADAC Frankfurt II ADAC Hamburg ADAC Hannover ADAC Kiel ADAC Köln ADAC München I ADAC München II ADAC Neustadt ADAC Nürnberg I ADAC Nürnberg II ADAC Stuttgart DMV Frankfurt I DMV Frankfurt II DMV Neunkirchen |
| Deutsche Demokratische Republik | Rolf Hübler (Simson 100) Bernd Lämmel (Simson 100) Jens Scheffler (MZ 750) Frank Schubert (MZ 250) Jochen Schützler (MZ 350) Harald Sturm (MZ 350)                                    | Horst Geißenhöner (Simson 75) Steffen Mauersberger (Simson 100) Manfred Jäger (MZ 750) Reinhard Klädtke (MZ 250)        | |
| Finnland                        | Antti Juho Kemppainen (Husqvarna 125) Veikko Kuosa (Husqvarna 250) Juha Laaksonen (Husqvarna 250) Henri Tallgren (Suzuki 250) Seppo Suominen (KTM 350) Juhani Suno Mauni (Suzuki 500) | Mika Ahola (KTM 125) Petri Myllys (KTM 250) Tarmo Öhman (KTM 350) Suoni Pesonen (KTM 350)                               | Club Vantaa MK |
| Frankreich                      | Francis Guerand (SWM 175) Gilles Lalay (SWM 175) Nicolas Samofal (Husqvarna 250) Denys Lacroix (SWM 250) Jean Paul Charles (Husqvarna 250) Patrick Drobecq (Husqvarna 500)            | Yann Cadoret (Fantic 125) Yann Kervella (Fantic 125) Joel Queirel (KTM 250) Gilles Francru (KTM 750)                    | AMC France ASM Chaville Club Motocycliste du train Eu. Mers. Treport Ker Moto Club KTM Club Languedoc Roussil. MC Alsacien MC Auvergne 3 Einzelfahrer |
| Italien                         | Gualtiero Brissoni (SWM 350) Elia Andrioletti (KTM 250) Gianangelo Croci (KTM 500) Andrea Marinoni (SWM 250) Guglielmo Andreini (SWM 500) Augusto Taiocchi (KTM 350)                  | Franco Gualdi (Fantic 125) Gino Perego (AIM 50) Walter Bettoni (Fantic 100) Angelo Signorelli (Fantic 75)               | Italia A Italia B Italia C Italia D Italia E Italia F Italia G 1 Einzelfahrer |
| Japan                           | | | 1 Einzelfahrer |
| Kanada                          | Walter Cukavac (Yamaha 175) Al Parret (Husqvarna 250) Bernie Graffunder (Husqvarna 250) Tiger Wingert (Can-Am 250) Craig Kennedy (Husqvarna 250) John Krajcovic (Can-Am 500)          | James Stevens (Yamaha 175) Craig Woods (Can-Am 250) Geoffrey Burgess (Can-Am 350) Ron Matthews (Can-Am 500)             | Oshawa Compétiton Club |
| Mexiko                          | Hernan Reyes (Husqvarna 250) Luis Otero (Husqvarna 250) P. Salazar Gonzalez (Husqvarna 500) Antonio Serrano (Husqvarna 500) Juan Manuel Ruiz (Husqvarna 500)                          | | |
| Niederlande                     | Henry Janssen (SWM 250) Jan ten Velde (KTM 250) Arno Dreezen (SWM 175) Gerrit Wolsink (Maico 500) Simon Schram (SWM 350) G. Jan Thijhuis (SWM 250)                                    | Herman van Hoegee (SWM 250) Joop Staman (SWM 175) Anne Kies (KTM 500) Martin Schalkwijk (Maico 750)                     | |
| Österreich                      | Franz Strobl (KTM 125) Hans Danzinger (KTM 175) Alois Kuhn (KTM 250) Ludwig Eiglmeier (KTM 250) Bruno Strigl (KTM 250) Rudolf Promberger (KTM 350)                                    | | ÖAMTC I ÖAMTC II |
| Polen                           | Zbigniew Groth (SWM 125) Andrzej Frankowski (SWM 125) Zbigniew Nowicki (SWM 125) Kazimierz Markowski (SWM 125) Zbigniew Banasik (SWM 175) Leszek Sas (SWM 350)                        | Stanislaw Olszewski (Simson 75) Zbigniew Klujszo (Simson 75) Ryszard Gancewski (Simson 100) Krystof Serwin (Simson 100) | |
| Spanien                         | | | Escuderia Sastre Real Moto Club de Cataluna Real Moto Club de Espana |
| Schweden                        | Per Grönberg (Husqvarna 350) Hans Hansson (Husqvarna 500) Torbjörn Jansson (Maico 500) Thomas Gustavsson (Husqvarna 350) Boss Lindbom (Husqvarna 250) Nils-Erik Zell (Husqvarna 500)  | Lars Pärnebjörg (Husqvarna 125) Steve Tell (Husqvarna 175) Dag Edlund (Husqvarna 175) Svenerik Jönsson (Husqvarna 500)  | Jarva MK Kungsbacka MK SMI MK I SMI MK II 1 Einzelfahrer |
| Schweiz                         | Tony Kalberer (KTM 125) Michel Schmid (KTM 125) Jean-Jaques Loup (KTM 175) Bruno Schmidli (KTM 250) Roland Huguelet (KTM 250) Walter Kalberer (KTM 350)                               | André Tharin (SWM 175) Hans Meister (SWM 175) Willi Graf (SWM 175)                                                      | FMS I FMS II |
| Tschechoslowakei                | Jiří Císař (Jawa 175) Zdeněk Bělský (Jawa 250) Jiří Posik (Jawa 350) Jozef Chovančík (Jawa 350) Miroslav Pokorny (Jawa 500) Stanislav Zloch (Jawa 500)                                | Zdeněk Havlik (Jawa 250) Jaroslav Knostak (Jawa 350) Zdeněk Runkas (Jawa 350) Jaroslav Kauler (Jawa 500)                | Dukla Praha Ruda Hvezda Praha SVS Zvarzarm Povaska Bystrica SVS Svazarm Praha |
| Vereinigtes Königreich          | Derrick Edmondson (SWM 175) Neill Buttery (SWM 175) Dai Jeremiah (SWM 250) Andre Zembrusky (SWM 250) Geraint Jones (Maico 500) John May (SWM 500)                                     | Alan Brick (SWM 175) Gordon Philip (SWM 250) Arthur Browning (SWM 250) Ian Thompson (SWM 350)                           | Army MCA A Army MCA B Central Wales AC Dunstable & Dist. MCC Leatherhead DMCC MCC of Wales Scottish ACU |
| Vereinigte Staaten              | Larry Roeseler (Yamaha 500) Richard Burleson (Husqvarna 250) Ed Lojak (Husqvarna 250) Frank Stacy (KTM 250) Frank Gallo (Husqvarna 500) Mike Rosso (Suzuki 175)                       | John Ayers (Suzuki 500) Jeff Fredette (Suzuki 250) Kevin Lavoie (Kawasaki 500) Jack Penton (Kawasaki 175)               | Barney Larson Racing Team Dawn Patrol M/C Garden State Enduro Team Norsemen M/C Perry MT M/C Six Pence M/C |